# Guglielmo I d'Orange
Guglielmo I d'Orange, in olandese Willem van Oranje, noto anche come Guglielmo il Taciturno (in olandese: Willem de Zwijger) o, semplicemente, come Guglielmo d'Orange (Dillenburg, 24 aprile 1533 – Delft, 10 luglio 1584), è stato il capo degli olandesi durante la Guerra d'Indipendenza dei Paesi Bassi dagli Spagnoli, nota anche come Guerra degli ottant'anni (1568-1648) che portò al formale riconoscimento dell'indipendenza della Repubblica delle Province Unite.

## Biografia

### I primi anni

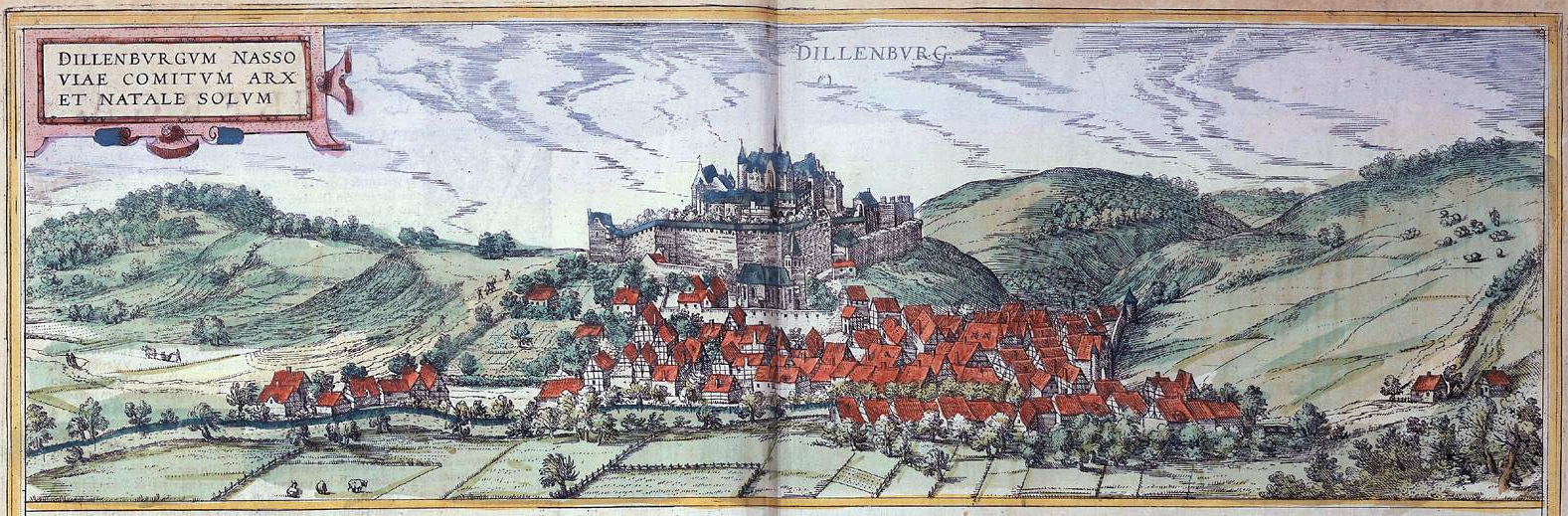
Il castello di Dillenburg nel ducato di Nassau, luogo di nascita di Guglielmo il Taciturno.

Guglielmo nacque il 24 aprile 1533 nel castello di Dillenburg nel ducato di Nassau, in Germania. Egli era il maggiore tra i figli del conte Guglielmo I di Nassau-Dillenburg e di Giuliana di Stolberg-Werningerode, e venne cresciuto con un'istruzione di tipo luterano. Egli aveva anche quattro fratelli minori e sette sorelle minori: Giovanni, Luigi, Enrico, Adolfo, Maria, Ermanna, Anna, Elisabetta, Caterina, Giuliana, Maddalena,.
Quando suo cugino Renato di Châlon, principe di Orange, morì senza eredi nel 1544, l'undicenne Guglielmo ereditò le sue proprietà tra le quali si includeva il titolo di principe di Orange, alla condizione che egli si convertisse al cattolicesimo. Oltre alle proprietà del cugino egli ereditò da sua sorella anche vasti possedimenti nei Paesi Bassi (attuali Paesi Bassi e Belgio). Per via della sua giovane età, l'imperatore Carlo V fu reggente in suo nome dei suoi domini sin quando Guglielmo non raggiunse la maggiore età per governare. Guglielmo venne inviato nei Paesi Bassi per ricevere l'educazione richiesta, dapprima nella residenza di famiglia a Breda e poi a Bruxelles sotto la supervisione di Maria d'Asburgo (Maria d'Ungheria), sorella di Carlo V e governatrice dei Paesi Bassi imperiali. A Bruxelles Guglielmo imparò le lingue straniere e ricevette un'educazione militare e diplomatica sotto la direzione di Champagney (Jérôme Perrenot), fratello di Granvelle.

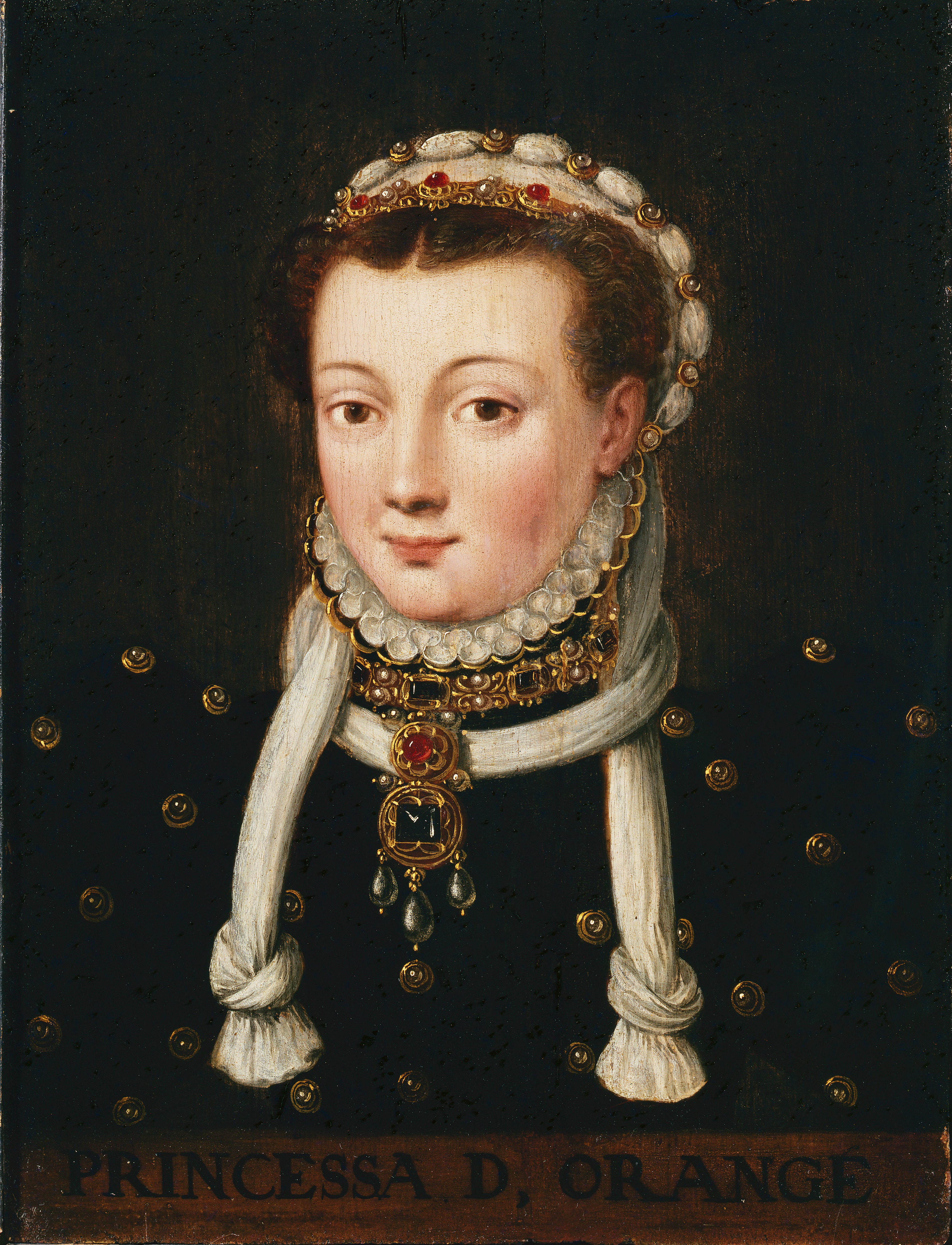
Ritratto di Anna di Egmont (c. 1550)

Il 6 luglio 1551 Guglielmo sposò Anna di Egmont, ricca erede delle terre di suo padre, e il giovane principe ottenne i titoli di signore di Egmond e conte di Buren. La coppia ebbe tre figli. Quello stesso anno, Guglielmo venne nominato capitano nei reparti di cavalleria. Favorito da Carlo V, egli ebbe una splendida carriera e divenne comandante di una delle armate imperiali all'età di soli 22 anni. Venne nominato membro del Raad van State, il più alto organo di consiglio politico dei Paesi Bassi dell'epoca, nel novembre del 1555, poco prima dell'abdicazione dell'imperatore in favore del figlio Filippo II di Spagna.
Sua moglie Anna morì il 24 marzo 1558. Successivamente Guglielmo ebbe una breve relazione con Eva Elincx, con cui ebbe un figlio illegittimo, Giustino di Nassau: Guglielmo lo riconobbe ufficialmente e si prese la responsabilità della sua educazione, nominandolo successivamente anche ammiraglio della flotta olandese.
La Spagna deteneva all'epoca il controllo sull'area dei Paesi Bassi, secondo quanto risultato dalla suddivisione territoriale che Carlo V aveva voluto all'atto della sua abdicazione, per cui questi domini erano passati al suo figlio primogenito Filippo II, il quale, nel 1559, nominò Guglielmo statolder (governatore) delle province di Olanda, Zelanda e Utrecht, incrementando notevolmente il suo potere politico. Successivamente egli venne nominato anche statolder della Franca Contea nel 1561.

### Da politico a ribelle

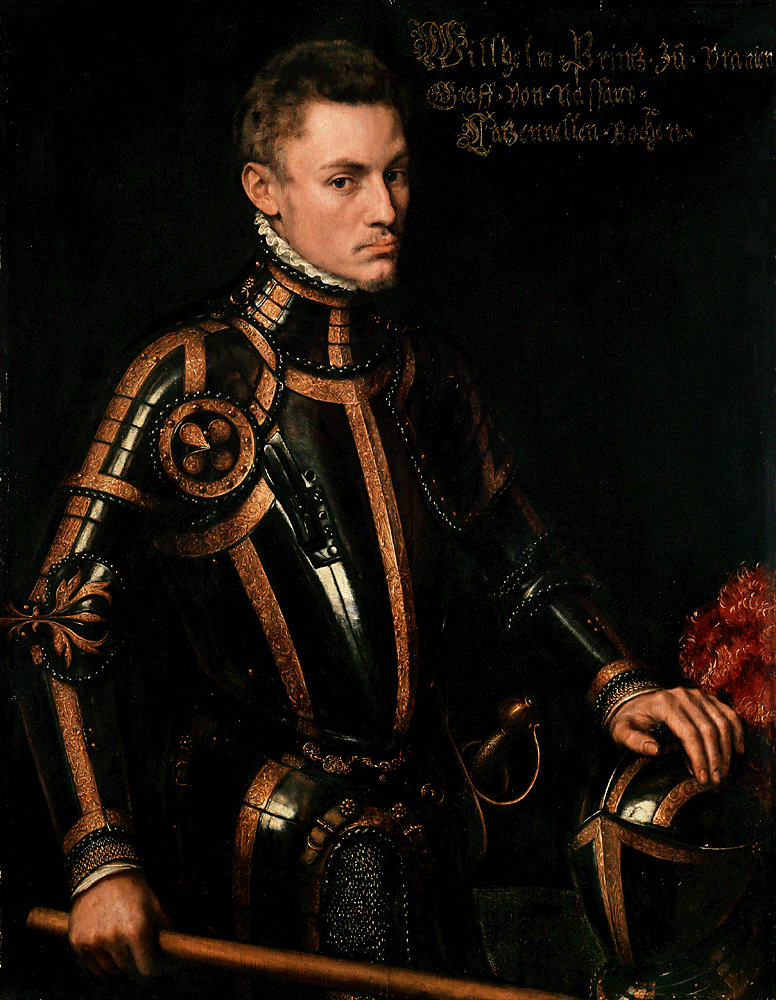
Guglielmo ventenne ritratto da Anthonis Mor

Pur non essendosi mai opposto direttamente al re di Spagna, Guglielmo finì per divenire ben presto uno dei più importanti membri dell'opposizione al governo spagnolo nel consiglio di stato, assieme a Filippo di Montmorency conte di Hoorn ed a Lamoral di Egmont. Tutti e tre erano essenzialmente alla ricerca di potere personale contro il governo de facto costituito da Claude de Berlaymont, Granvelle e Viglio di Aytta, ma in generale richiedevano più privilegi per la nobiltà fiamminga, ritenendo che l'aristocrazia locale fosse la più adatta ad amministrare lo stato anziché gli hidalgos spagnoli.
Guglielmo era inoltre insoddisfatto per la crescita della persecuzione dei protestanti nei Paesi Bassi. Cresciuto come luterano e successivamente educato al cattolicesimo forzosamente, Guglielmo era molto religioso, ma era un fervido propugnatore della libertà religiosa tra i popoli. La politica dell'Inquisizione nei Paesi Bassi era stata inasprita dal cardinale Antoine Perrenot de Granvelle, primo ministro e nuovo governatore dei Paesi Bassi spagnoli, e da Margherita d'Austria (1522–83) (sorellastra di Filippo II, figlia illegittima di Carlo V), il che fece crescere ancora di più l'opposizione della popolazione olandese al governo spagnolo, che per giunta seguitava a rimanere nei Paesi Bassi più come un invasore che come un amministratore.

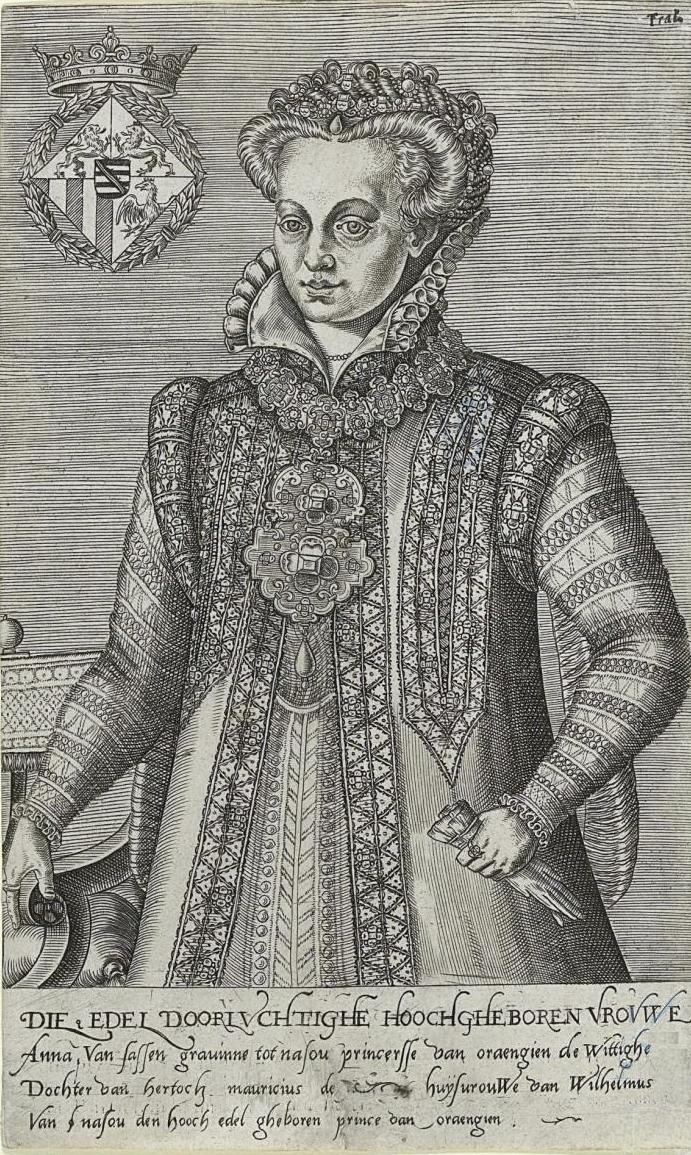
Anna di Sassonia, seconda moglie di Guglielmo il Taciturno

Il 25 agosto 1561 Guglielmo d'Orange si sposò per la seconda volta. La sua nuova moglie, Anna di Sassonia, venne descritta dai contemporanei come "assorta nei suoi pensieri, debole, accondiscendente, ma allo stesso tempo crudele", anche se si ritiene a ragion veduta che Guglielmo l'abbia sposata soprattutto per ottenere una maggiore influenza in Sassonia, in Assia e nel Palatinato. La coppia ebbe cinque figli.
Dal 1564 Guglielmo divenne sempre più un propugnatore attivo della sua critica, trovando sempre maggiore consenso, il che preoccupava particolarmente l'amministrazione spagnola che pure a suo tempo gli aveva concesso la massima fiducia e ora si trovava a dover escogitare uno stratagemma per combatterlo, ancora più dopo il suo ultimo matrimonio con una protestante. In un famoso discorso al Consiglio di Stato, Guglielmo disse apertamente che, malgrado la sua intima convinzione cattolica, egli non poteva tollerare che il re di Spagna oltre a regnare su un popolo lo privasse pure delle proprie libertà fondamentali.
Successivamente, nella sua Apologia (1580), Guglielmo spiegò come la sua risoluzione ad opporsi al governo di Filippo II fosse nata nel giugno del 1559 quando, durante un viaggio di caccia a Bois de Vincennes assieme al duca di Alba ed al re Enrico II di Francia, aveva udito una conversazione tra il re di Francia ed il duca spagnolo circa un possibile accordo segreto per sterminare i protestanti in Francia e nei Paesi Bassi spagnoli. A quel tempo Guglielmo aveva mantenuto il silenzio, ma decise che avrebbe investito ogni proprio sforzo per evitare che questo massacro avesse luogo.
All'inizio del 1565 un folto gruppo di membri della bassa nobiltà, tra i quali si trovava anche il fratello di Guglielmo, Luigi, formò la Confederazione dei Nobili. Il 5 aprile di quell'anno essi presentarono una petizione a Margherita d'Austria, chiedendole la fine della persecuzione dei protestanti. Dall'agosto all'ottobre del 1566 un'ondata di iconoclasti (conosciuta come Beeldenstorm) si diffuse in tutti i Paesi Bassi. Calvinisti, anabattisti e mennonisti, adirati per la loro persecuzione, iniziarono a distruggere le statue di santi di centinaia di chiese e monasteri cattolici olandesi.
A seguito di questa ondata tutto sembrava perduto, ma invece Margherita decise di accondiscendere alla richiesta dei nobili, purché essi si fossero impegnati a ristabilire l'ordine pubblico nel paese, invitando a prendere parte della Confederazione dei Nobili anche membri dell'alta nobiltà di stato come ad esempio lo stesso Guglielmo d'Orange. Tra la fine del 1566 e l'inizio del 1567 divenne chiaro che ella non avrebbe mantenuto le promesse fatte e dopo che alcune ribellioni minori fallirono, molti calvinisti e luterani entrarono nei Paesi Bassi. A questa notizia Filippo II fece sapere che avrebbe mandato il proprio generale d'esercito Fernando Álvarez de Toledo, duca di Alba (conosciuto anche col soprannome di "Duca di Ferro") a restaurare l'ordine; Guglielmo diede le proprie dimissioni dagli incarichi di stato e si ritirò nella nativa Nassau nell'aprile del 1567, apparentemente in segno di protesta, ma in realtà perché aveva finanziato gran parte delle rivolte fallite in seguito all'arrivo dei nuovi protestanti.

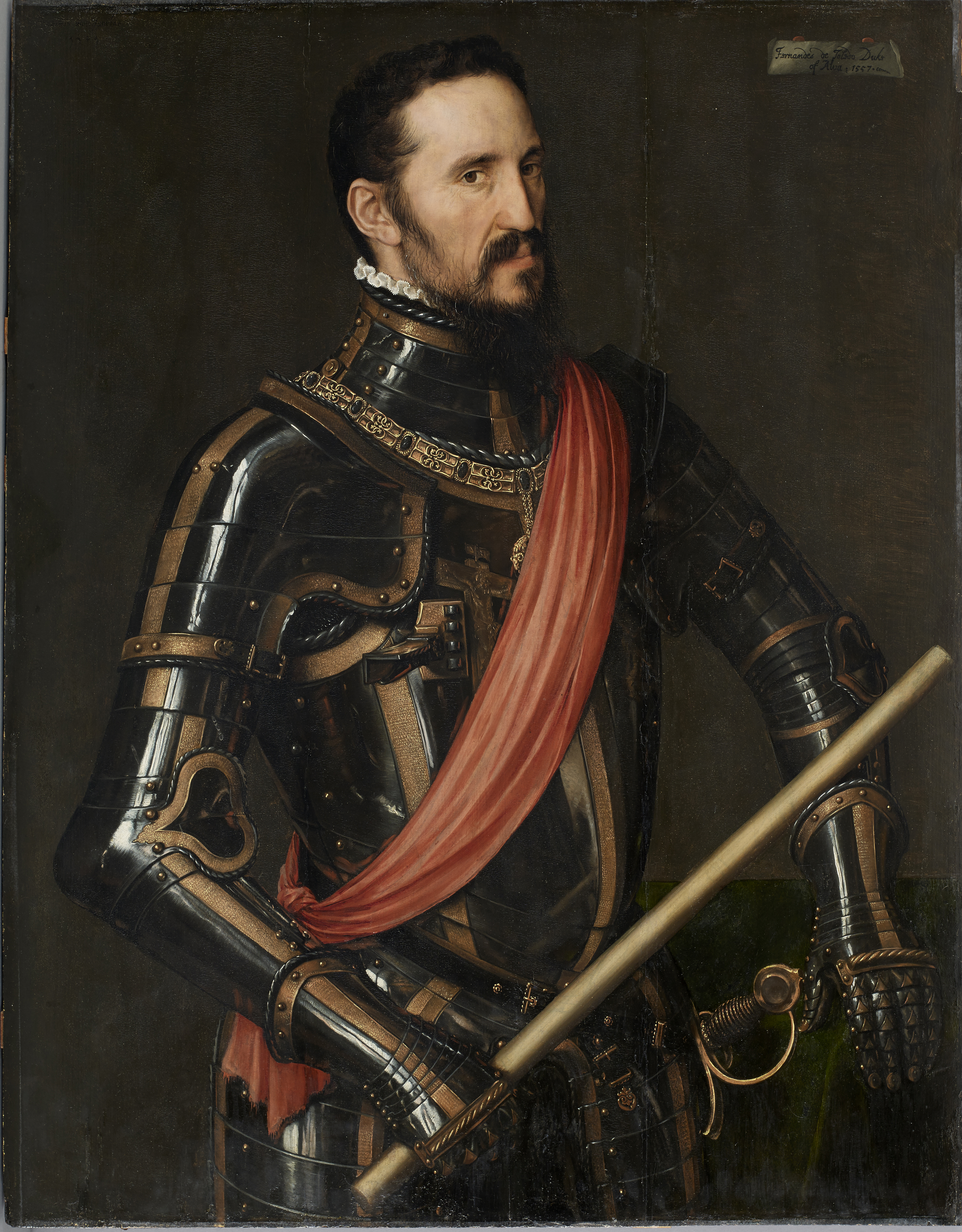
Fernando Álvarez de Toledo, duca di Alba, ritratto di Anthonis Mor

Dopo il suo arrivo nell'agosto del 1567, il duca d'Alba stabilì la fondazione del Consiglio dei torbidi (conosciuto popolarmente come Consiglio del Sangue) per giudicare quanti fossero stati coinvolti nelle ribellioni e nell'iconoclastia. Guglielmo fu uno dei 10.000 richiamati dal Consiglio, ma non si presentò davanti alla corte. A seguito di questo fatto, venne dichiarato ufficialmente fuorilegge e le sue proprietà vennero confiscate. Essendo uno dei più prominenti e popolari politici dei Paesi Bassi, Guglielmo d'Orange emerse subito come uno dei capi della resistenza armata. Egli finanziò la Watergeuzen, gruppo di rifugiati protestanti che formarono delle bande di corsari e razziarono le città spagnole della costa, uccidendo molti spagnoli e anche molti olandesi collaborazionisti. Egli raggruppò anche un esercito (composto in gran parte da mercenari tedeschi) per combattere via terra le armate del duca d'Alba. Guglielmo si alleò anche con gli ugonotti francesi a seguito delle guerre di religione in Francia e da loro ebbe altro sostegno. Guidata da suo fratello Luigi, l'armata invase il nord dei Paesi Bassi nel 1568, anche se subito l'azione si dimostrò fallimentare. Gli ugonotti vennero sconfitti dalle truppe francesi prima che potessero invadere i Paesi Bassi e una piccola forza condotta da Jean de Villers venne catturata due giorni dopo dai realisti. Villers, per aver salva la vita, rivelò ai francesi tutti i piani dei ribelli protestanti nei Paesi Bassi. Il 23 maggio, l'esercito al comando di Luigi vinse però nella battaglia di Heiligerlee nella provincia settentrionale di Groninga contro l'esercito spagnolo guidato dallo statolder dell'area, Jean de Ligne, duca di Aremberg, che restò ucciso nello scontro assieme al fratello minore di Guglielmo, Adolfo.
Il duca d'Alba, nel frattempo, continuava ad emettere condanne a morte verso i nobili dimostratisi complici nelle sollevazioni popolari (tra questi anche i conti di Egmont e Hoorn, il 6 giugno di quell'anno), e successivamente inviò una spedizione a Groninga. Qui egli annientò completamente le forze di Luigi nella Battaglia di Jemmingen del 21 luglio, anche se Luigi riuscì a fuggire..

### La guerra

La cosiddetta Prinsenvlag (bandiera del principe), basata sui colori dello stemma di Guglielmo di Orange, venne usata dai ribelli olandesi e costituì la base per l'attuale bandiera dei Paesi Bassi.

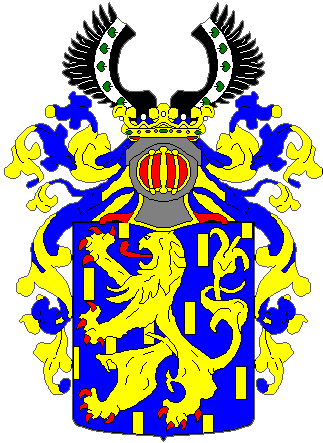
Stemma della Casata di Nassau (dal XIII secolo)

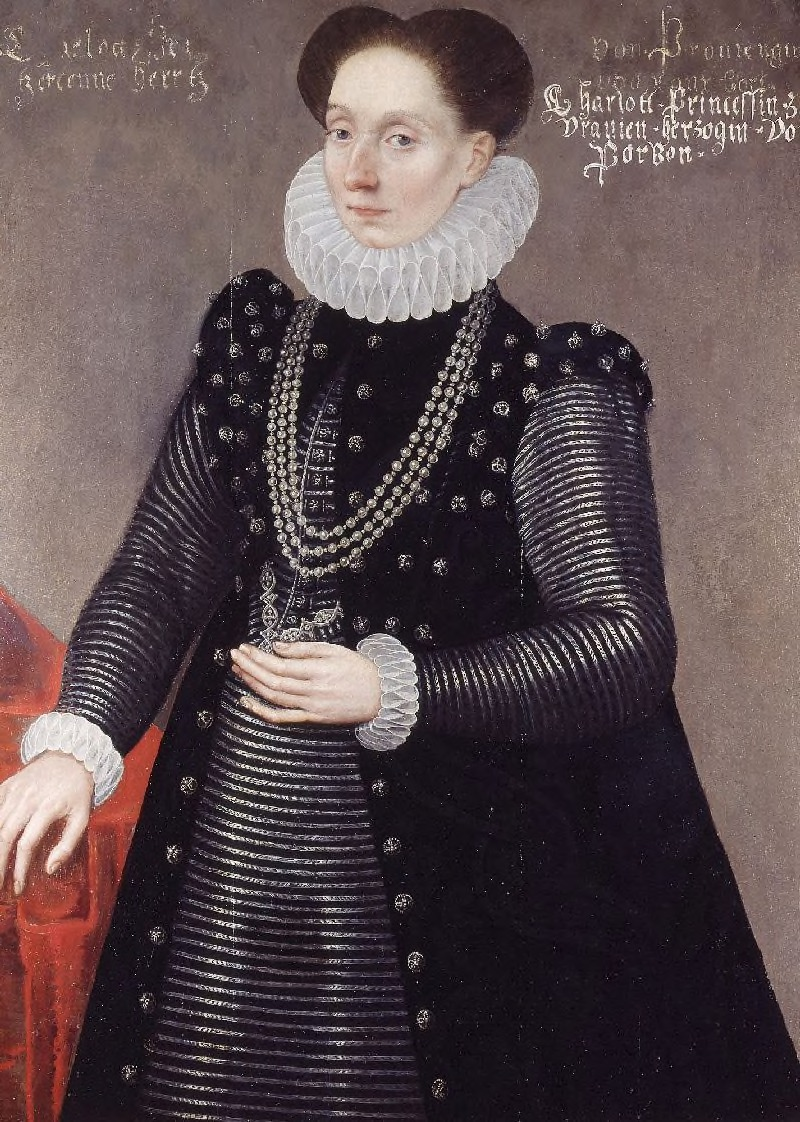
Charlotte de Bourbon-Menpensier

Guglielmo rispose agli attacchi del duca d'Alba conducendo una grande armata nel Ducato di Brabante, ma il duca spagnolo cautamente evitò un immediato confronto in campo aperto, aspettandosi che presto l'armata di invasori sarebbe stata dispersa, dal momento che man mano che avanzava, nelle armate di Guglielmo scoppiavano rivolte e, con l'approssimarsi dell'inverno e la mancanza di fondi, questi venne costretto a ritirarsi. Guglielmo, l'anno successivo, progettò nuovi piani per invadere l'area ma dovette rinunciarvi sempre per mancanza di supporto e denaro. Egli rimase ad ogni modo popolare come figura presso il pubblico, attraverso la propaganda estensiva portata avanti sulla sua persona unitamente alla circolazione di alcuni pamphlets.
Guglielmo d'Orange giustificava la propria guerra non come una volontà diretta di opporsi a Filippo II, ma di contrastarne solo l'inadeguato governo dei Paesi Bassi con la forza e con le truppe. Il 1º aprile 1572 una banda di Watergeuzen prese la città di Brielle, che era stata lasciata scoperta dalle guarnigioni spagnole. Contrariamente all'ordinaria tattica del "mordi e fuggi", essi occuparono il villaggio e lo reclamarono in nome del principe di Orange, issandovi la sua bandiera in segno di conquista. Altre città seguirono questo esempio ed aprirono i loro cancelli ai Watergeuzen e presto gran parte delle città dell'Olanda e della Zelanda aderirono alla causa dei ribelli, con le notevoli eccezioni di Amsterdam e Middelburg. I ribelli, quindi, convocarono gli Stati Generali (anche se non erano tecnicamente qualificati per farlo) e ristabilirono Guglielmo d'Orange come statolder di Olanda e Zelanda.
Nello stesso periodo le armate ribelli presero tutte le città dell'area, da Deventer a Mons. Guglielmo stesso avanzò quindi con il proprio esercito e marciò in molte città del sud, tra le quali Roermond e Lovanio, contando anche sull'aiuto degli ugonotti francesi, il che però si dimostrò impossibile dopo i sanguinosi fatti della Notte di San Bartolomeo che tennero impegnati gli ugonotti in Francia. Dopo un improvviso attacco spagnolo alla sua armata, Guglielmo dovette ritirarsi a Enkhuizen, nei Paesi Bassi. Gli spagnoli, quindi, organizzarono delle contromisure e saccheggiarono molte delle città conquistate dai ribelli, massacrando gli abitanti presenti, così come accadde a Malines ed a Zutphen. I maggiori problemi gli spagnoli li incontrarono nelle città dell'Olanda, come nell'Assedio di Haarlem che durò ben sette mesi con la perdita di 8.000 vite umane.
Nel 1574 le armate di Guglielmo vinsero molte battaglie minori e molti scontri navali. Gli spagnoli, guidati da don Luis de Zúñiga y Requesens (dal momento che Filippo II aveva preferito rimuovere il duca d'Alba dal suo incarico nel 1573), ebbero dal canto loro dei grandi successi. La loro decisiva vittoria alla Battaglia di Mookerheyde, nel sud-est del paese, costò la vita a due dei fratelli di Guglielmo, Luigi ed Enrico. I ribelli presero invece Leida, che rappresentò uno dei loro punti di forza oltre che una grande vittoria, a tal punto che Guglielmo d'Orange decise di fondarvi un'università, la prima delle Province Unite del Nord.
Dopo che sua moglie era stata dichiarata insana di mente nel 1571, Guglielmo si era separato dalla consorte ed il suo matrimonio era stato sciolto. Egli si risposò quindi per la terza volta, il 24 aprile 1575, con Carlotta di Borbone-Montpensier, una ex-monaca francese molto popolare tra il pubblico. Assieme la coppia ebbe sei figlie femmine. E fu proprio nel 1575 che Guglielmo fonda l'Università di Leida, la più antica università dei Paesi Bassi
Dopo il fallimento dei negoziati di Breda nel 1575, la guerra riprese nuovamente. La situazione migliorò per i ribelli dopo l'improvvisa morte di don Requesens nel marzo del 1576, fatto che provocò la defezione di molti soldati spagnoli che non avevano ricevuto da tempo la loro paga e si sfogarono contro la città di Anversa, fatto che peggiorò ulteriormente la nomea degli spagnoli nei Paesi Bassi. Mentre il nuovo governatore don Giovanni d'Austria stava giungendo nei Paesi Bassi dalla nativa patria, Guglielmo d'Orange chiese alle città che avevano aderito alla sua causa la firma della Pacificazione di Gand, nella quale le città sottoscrivevano di dover combattere per espellere definitivamente gli spagnoli dai Paesi Bassi. Ad ogni modo il concordato non ebbe il successo sperato, in quanto tutto venne posto sulla questione religiosa, fatto che non piacque a molte città cattoliche o protestanti.
Quando don Giovanni siglò l'Editto perpetuo nel febbraio del 1577, intenzionato a perseguire le intenzioni della Pacificazione di Gand, sembrava che la guerra stesse volgendo a favore di Guglielmo d'Orange. Ad ogni modo, dopo che Giovanni d'Asburgo prese il possesso della città di Namur con la forza nel 1577, nuove sollevazioni popolari si ebbero nei Paesi Bassi. Don Giovanni tentò di negoziare la pace, ma Guglielmo d'Orange intenzionalmente lasciò che i negoziati fallissero. Il 24 settembre 1577, egli fece la propria entrata trionfale nella capitale Bruxelles. Allo stesso tempo l'influenza dei calvinisti cresceva, ed in particolare la loro opposizione ai cattolici, fatto che Guglielmo aborriva innanzitutto per motivi personali e religiosi, in quanto egli desiderava la libertà religiosa assoluta. Il 6 gennaio 1579 molte province del sud, scontente delle scelte radicali di Guglielmo, decisero di sottoscrivere l'Unione di Arras nella quale accettavano quale loro governatore Alessandro Farnese, duca di Parma, militante bandiera spagnola.
Cinque province del nord, successivamente, seguirono le città del Brabante e delle Fiandre e siglarono l'Unione di Utrecht del 23 gennaio confermando la loro unità. Guglielmo inizialmente si era opposto a questa unione, dal momento che si augurava che tutte le province (e non solo una loro parte) si unissero tra loro, ma finì per dare apertamente il proprio supporto all'organizzazione dal 3 maggio di quell'anno. L'Unione di Utrecht divenne successivamente un'organizzazione costituita de facto e rimase come formale connessione tra le province olandesi sino al 1795.

### La dichiarazione d'indipendenza

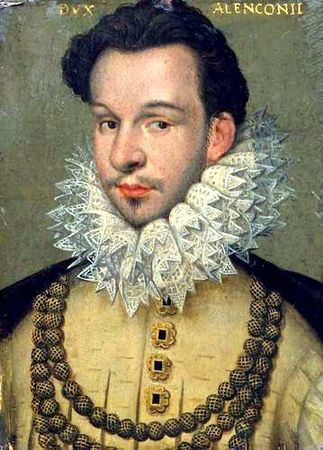
Francesco Ercole di Valois, duca di Angiò, che venne proposto inizialmente da Guglielmo come nuovo sovrano dei Paesi Bassi, si rivelò non gradito al popolo.

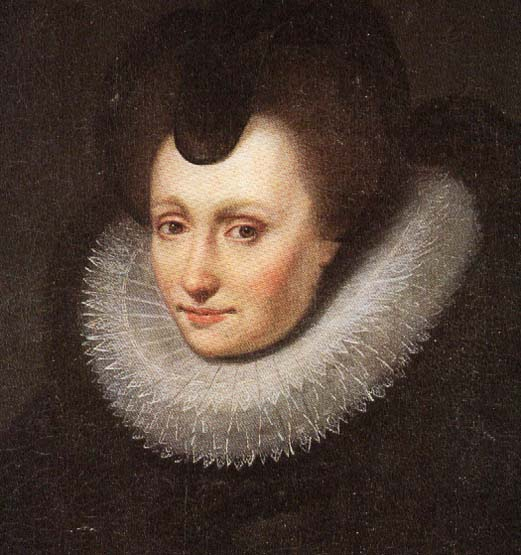
Louise de Coligny

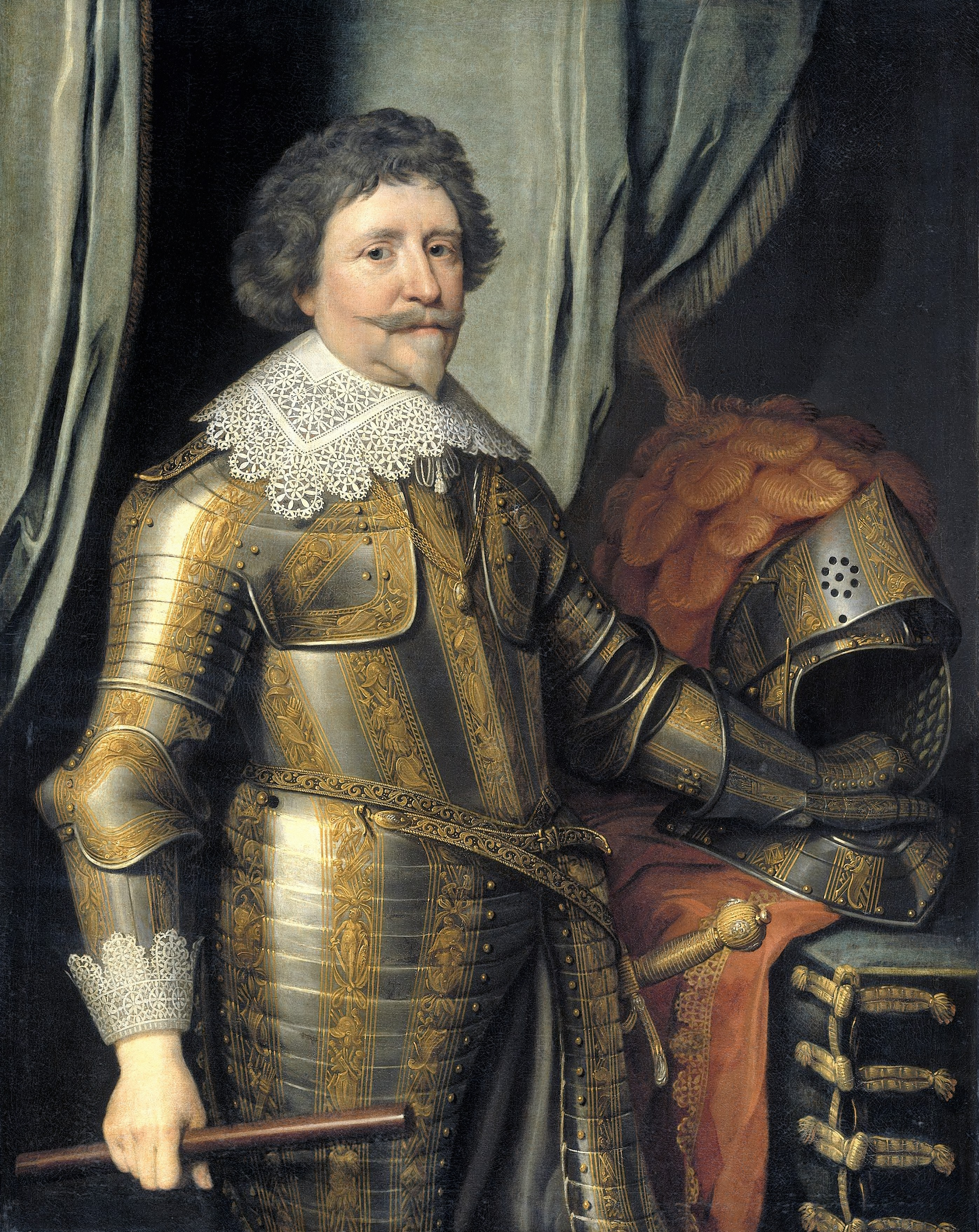
Il principe Federico Enrico d'Orange

Malgrado la rinnovata unione, il duca di Parma si dimostrò vincente nella conquista di buona parte delle città del sud dei Paesi Bassi. Dal momento che egli, secondo il Trattato di Arras, si era impegnato a diminuire la presenza di truppe spagnole nei Paesi Bassi e siccome Filippo II necessitava delle proprie forze belliche altrove, il duca di Parma non fu in grado di fare molti passi avanti sino alla fine degli scontri nel 1581. Nel frattempo, Guglielmo e i suoi attendevano aiuti dalla Francia ed in particolare dal duca d'Angiò, fratello del re Enrico III di Francia. Il 29 settembre 1580 gli Stati Generali (ad eccezione di Olanda e Zelanda) siglarono con il duca francese il Trattato di Plessis-les-Tours. Il duca ottenne il titolo di "Protettore della Libertà dei Paesi Bassi" e divenne il nuovo sovrano dell'area, anche se non ufficialmente.
Il 22 luglio 1581 gli Stati Generali dichiararono apertamente la loro decisione di non riconoscere più Filippo II quale loro sovrano e questa formale dichiarazione d'indipendenza consentì al duca d'Angiò di portare aiuto più concretamente ai ribelli. Egli non giunse nei Paesi Bassi sino al 10 febbraio 1582, quando venne ufficialmente accolto da Guglielmo d'Orange a Vlissingen. Il 18 marzo, lo spagnolo Juan de Jáuregui tentò di assassinare Guglielmo ad Anversa. Anche se Guglielmo venne gravemente ferito, riuscì a sopravvivere grazie anche all'intervento di sua moglie Carlotta e di sua sorella Maria. Mentre però Guglielmo lentamente si riprendeva, la salute di Carlotta peggiorava ed ella morì il 5 maggio di quello stesso anno. Il duca di Angiò, nel frattempo, non era molto benvoluto dalla popolazione e addirittura le province di Olanda e Zelanda si rifiutarono di riconoscerlo quale loro sovrano, criticando apertamente la politica filofrancese di Guglielmo.
Il duca di Angiò, sentendosi criticato, decise di far valere le proprie posizioni in virtù dell'aiuto tributato agli olandesi, prendendo con la forza Anversa il 18 gennaio 1583 e saccheggiandola. L'intera armata del duca di Angiò, però, venne decimata dalle forze olandesi ed egli ricevette severe ammonizioni da parte di Caterina de Medici e di Elisabetta I d'Inghilterra (che egli aveva corteggiato). La posizione del duca francese in Olanda era impossibile da mantenere ed egli fece ritorno in patria nel giugno di quello stesso anno. Lasciato solo, Guglielmo divenne politicamente isolato, anche se questo contribuì ulteriormente ad accrescere il suo ruolo politico, tanto più che Olanda e Zelanda lo mantennero quale loro statolder, tentando di dichiararlo conte delle loro province e quindi sovrano ufficiale. Nel mezzo di tutto questo, Guglielmo sposò in quarte nozze, il 12 aprile 1583, Louise de Coligny, un'ugonotta francese, figlia di Gaspard de Coligny. Ella sarà madre di Federico Enrico d'Orange (1584 – 1647), quarto dei figli maschi legittimi di Guglielmo.

### L'assassinio

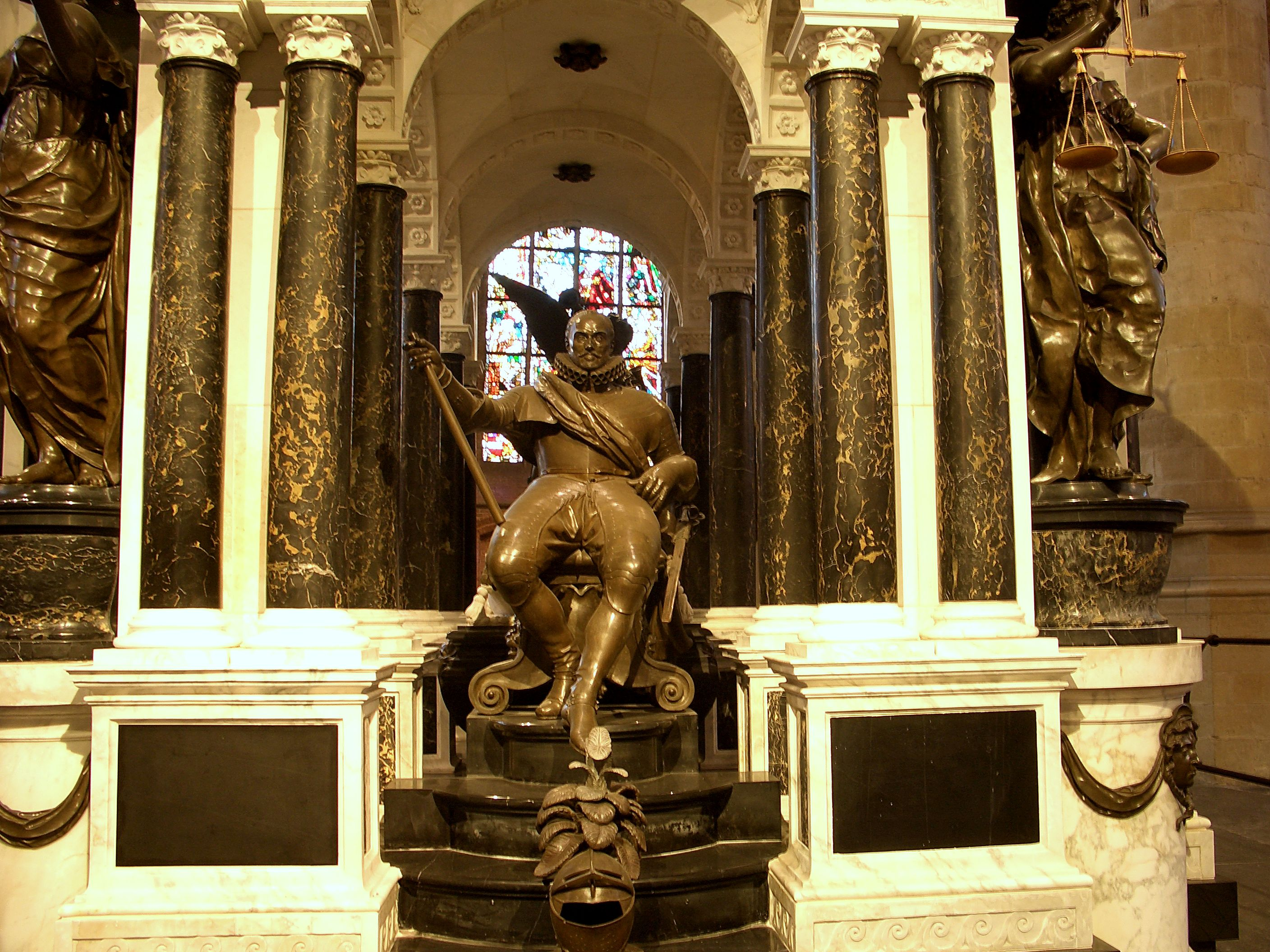
Il mausoleo di Guglielmo I, opera di Hendrick de Keyser il Vecchio, nella Chiesa Nuova di Delft.

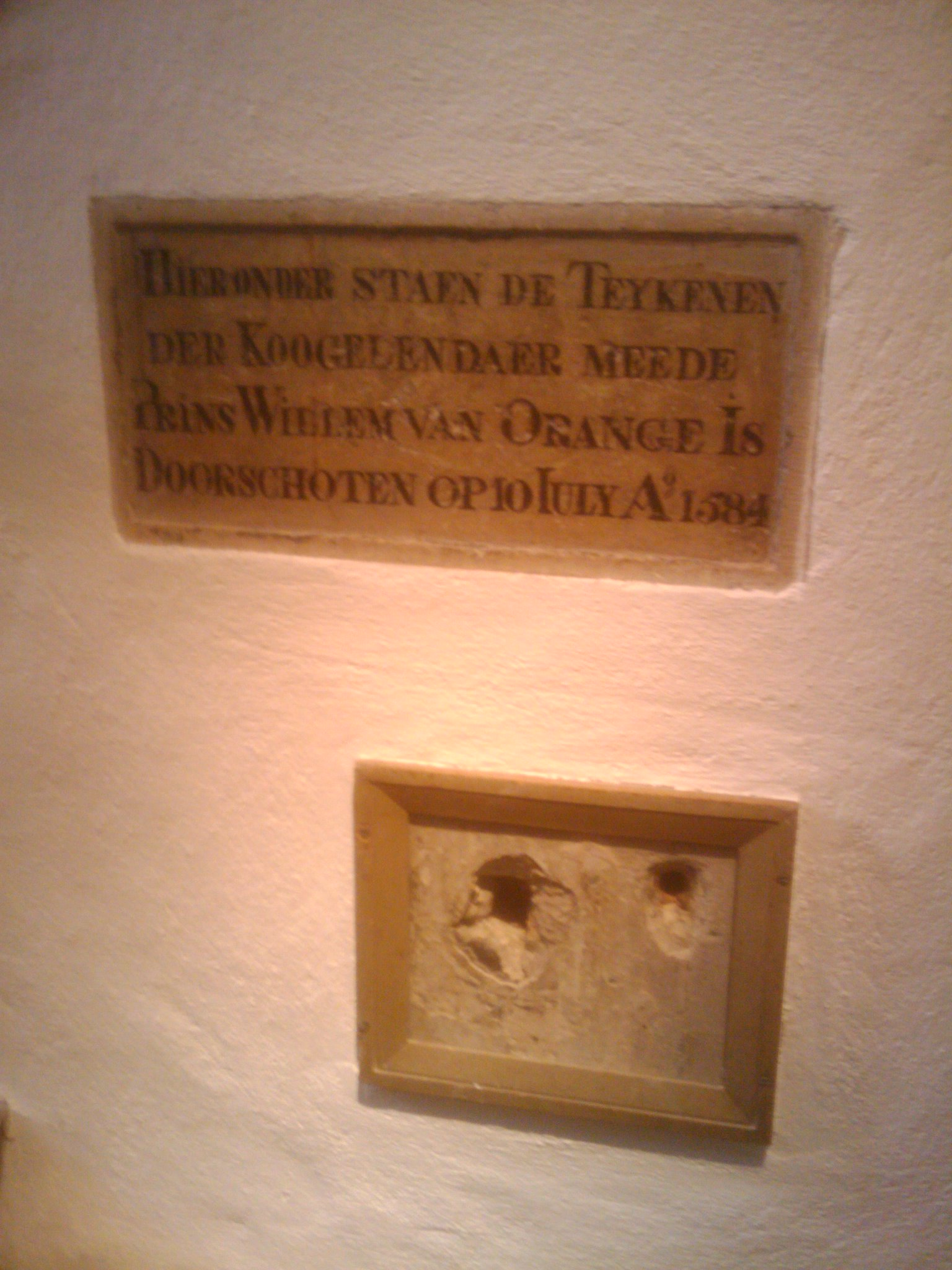
Fori di proiettile nel muro della casa di Guglielmo il Taciturno che ricordano il momento della sua uccisione

Il cattolico francese Balthasar Gérard era un sostenitore di Filippo II e, secondo la sua opinione, Guglielmo d'Orange era uno dei peggiori traditori del re di Spagna e della religione cattolica. Dopo che Filippo II aveva dichiarato Guglielmo fuorilegge ed aveva promesso una taglia di 25.000 corone per il suo assassinio, egli decise di riscuotere questa taglia uccidendo Guglielmo d'Orange ed iniziò a viaggiare per i Paesi Bassi alla sua ricerca. Egli prestò servizio nelle armate del governatore del Lussemburgo, Peter Ernst I von Mansfeld-Vorderort per due anni, sperando di avvicinarsi a sufficienza a Guglielmo; questo non avvenne mai e perciò Gérard decise di lasciare l'esercito nel 1584. Egli si recò dal duca di Parma per esporgli i suoi piani, ma il duca non ne venne impressionato a sufficienza da dargli credito. Nel maggio del 1584, egli si presentò a Guglielmo come un nobile francese per consegnargli il sigillo del conte di Mansfelt. Guglielmo inviò Gérard in Francia per donare il sigillo ai francesi in segno di amicizia, ma quando questi ritornò nei Paesi Bassi nel luglio di quello stesso anno portò con sé due pistole.
Il 10 luglio Gérard prese un appuntamento con Guglielmo d'Orange nella sua casa di Delft, oggi conosciuta col nome di Prinsenhof, il giorno in cui Guglielmo aveva per ospite a cena Rombertus van Uylenburgh. Dopo che Guglielmo ebbe terminato scese le scale per incontrare Gérard che gli sparò colpendolo al petto.
Secondo il resoconto ufficiale, le ultime parole di Guglielmo furono:
("Mio Dio, abbi pietà della mia anima; mio Dio, abbi pietà di questo povero popolo.")
Secondo la storica inglese Lisa Jardine, Guglielmo d'Orange risultò il primo capo di Stato ad essere assassinato con una pistola.

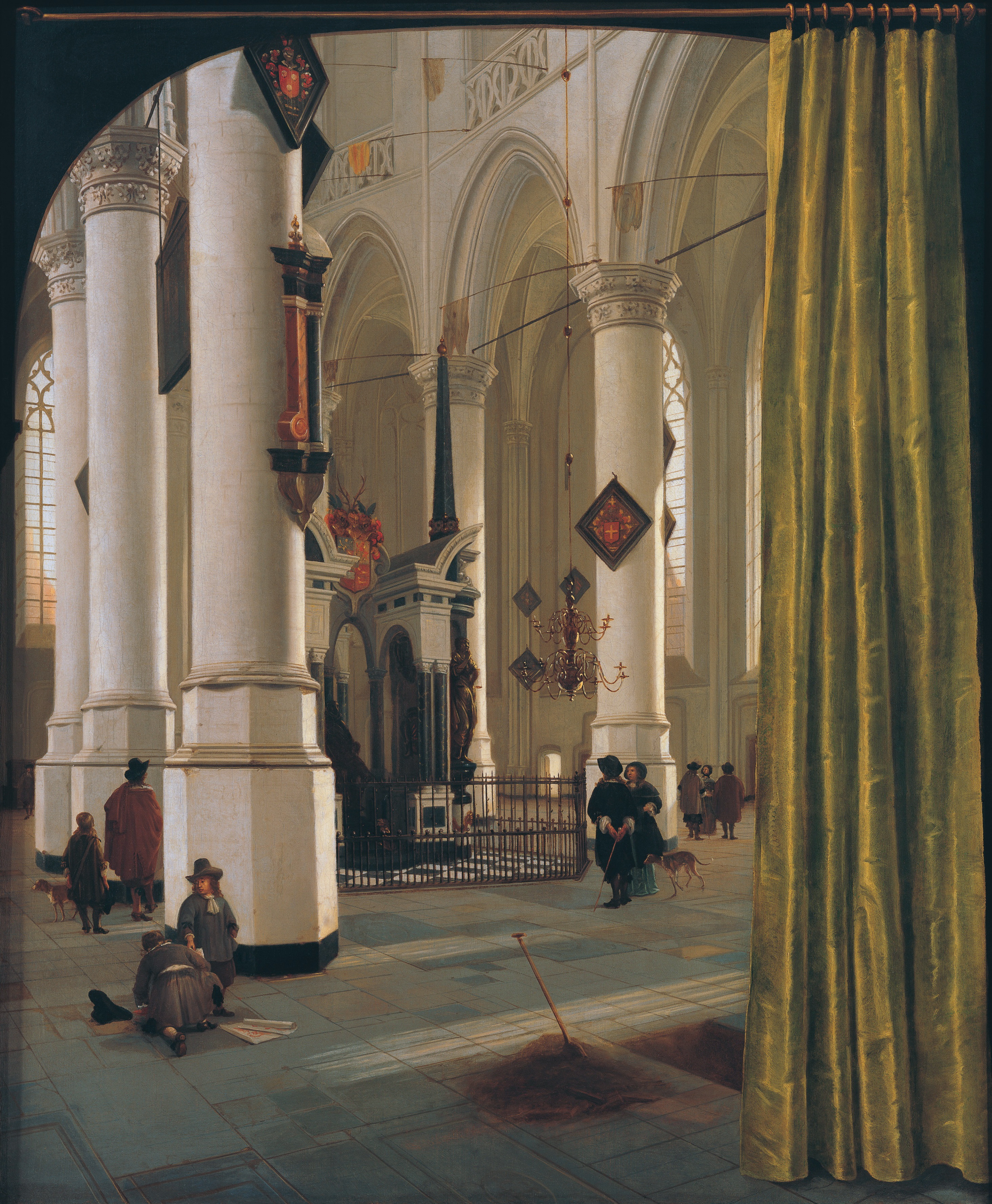
Hendrick van Vliet - La tomba di Guglielmo il Taciturno nella Chiesa Nuova di Delft, 1650

Gérard venne catturato prima che potesse raggiungere Delft e venne imprigionato. Egli fu torturato prima di essere condannato il 13 luglio ad una morte estremamente crudele, anche per le usanze dell'epoca: il tribunale stabilì che la mano destra di Gérard fosse bruciata con un ferro incandescente, che la carne fosse staccata dalle sue ossa con delle pinze in sei punti differenti del corpo, che fosse squartato e scorticato vivo, che il suo cuore gli fosse strappato dal petto e che gli venisse gettato in faccia, che fosse infine decapitato.
Tradizionalmente, i membri della famiglia di Nassau venivano sepolti a Breda, ma la città si trovava nelle mani degli spagnoli quando Guglielmo morì ed egli venne sepolto nella Chiesa Nuova di Delft. Il suo monumento funerario, originariamente sobrio, venne rimpiazzato nel 1623 da uno molto più ricco realizzato da Hendrick de Keyser il Vecchio e da suo figlio Pieter. Da allora gran parte dei membri della casa di Orange-Nassau, compresi tutti i monarchi dei Paesi Bassi, vennero sepolti in questa chiesa.
Un suo pronipote, Guglielmo, divenne successivamente re di Inghilterra e Scozia e come tale venne sepolto nell'Abbazia di Westminster, unico degli Orange a venire sepolto fuori dai Paesi Bassi.

## Matrimoni ed eredi
Guglielmo si sposò quattro volte.
Nel 1551 sposò Anna di Egmont, dalla quale ebbe due figli:
- Filippo Guglielmo, Principe d'Orange e Conte di Nassau (1554-1618);
- Contessa Maria di Nassau, sposò Filippo di Hohenlohe-Neuenstein.

Nel 1561 sposò Anna di Sassonia, figlia di Maurizio I, duca ed elettore di Sassonia, dalla quale ebbe quattro figli che raggiunsero l'età adulta:
- Contessa Anna di Nassau (1563-1588), sposò Guglielmo Ludovico, Conte di Nassau-Dillenburg;
- Maurizio, Principe d'Orange e Conte di Nassau (1567-1625);
- Contessa Emilia di Nassau (1569-1629), sposò Emanuele del Portogallo, figlio di Antonio di Crato, che contese il trono portoghese a Filippo II d'Asburgo.

Nel 1575 sposò Carlotta di Borbone-Montpensier, figlia di Luigi III di Montpensier, duca di Montpensier, delfino d'Alvernia e principe di La Roche-sur-Yon, dalla quale ebbe sei figli:
- Contessa Luisa Giuliana di Nassau (1576-1644), sposò Federico IV Elettore Palatino;
- Contessa Elisabetta di Nassau (1577-1642), sposò Enrico de La Tour d'Auvergne;
- Contessa Caterina Belgica di Nassau (1578-1648), sposò Filippo Luigi II di Hanau-Münzenberg;
- Contessa Carlotta Flandrina di Nassau(1579-1640), cresciuta presso il nonno materno, si convertì al cattolicesimo ed entrò in convento;
- Contessa Carlotta Brabantina di Nassau (1580-1631), sposò Claudio de La Trémoille;
- Contessa Emilia Anversiana di Nassau (1581-1657), sposò Federico Casimiro del Palatinato-Zweibrücken-Landsberg.

Nel 1583 sposò Louise de Coligny, figlia di Gaspard II de Coligny, conte di Coligny e barone di Beaupont, Beauvoir, Montjuif, Roissiat e Chevignat, dalla quale ebbe un figlio:
- Federico Enrico, Principe d'Orange Conte di Nassau (1584-1647).

## Ascendenza
|                                  |                                   |                             | Genitori                  |  |  | Nonni                            |  |  | Bisnonni |  |
|                                  |                                   |                             |                           |  |  | Giovanni IV di Nassau-Dillenburg |  |  | …        |  |
|                                  |                                   |                             |                           |  |  | Giovanni IV di Nassau-Dillenburg |  |  | …        |  |
|                                  |                                   | …                           |                           |  |  | Giovanni IV di Nassau-Dillenburg |  |  |          |  |
| Guglielmo I di Nassau-Dillenburg |                                   |                             |                           |  |  | Giovanni IV di Nassau-Dillenburg |  |  |          |  |
|                                  |                                   | Elisabetta d'Assia-Marburg  | Enrico II d'Assia-Marburg |  |  |                                  |  |  |          |  |
|                                  |                                   | Elisabetta d'Assia-Marburg  | Enrico II d'Assia-Marburg |  |  |                                  |  |  |          |  |
|                                  |                                   | Elisabetta d'Assia-Marburg  | Anna di Ketznelnbogen     |  |  |                                  |  |  |          |  |
| Guglielmo I d'Orange             |                                   | Elisabetta d'Assia-Marburg  |                           |  |  |                                  |  |  |          |  |
|                                  | Botho VIII di Solberg-Wernigerode | …                           |                           |  |  |                                  |  |  |          |  |
|                                  | Botho VIII di Solberg-Wernigerode | …                           |                           |  |  |                                  |  |  |          |  |
|                                  | Botho VIII di Solberg-Wernigerode | …                           |                           |  |  |                                  |  |  |          |  |
| Giuliana di Stolberg             | Botho VIII di Solberg-Wernigerode |                             |                           |  |  |                                  |  |  |          |  |
|                                  |                                   | Anna di Eppstein-Königstein | …                         |  |  |                                  |  |  |          |  |
|                                  |                                   | Anna di Eppstein-Königstein | …                         |  |  |                                  |  |  |          |  |
|                                  |                                   | Anna di Eppstein-Königstein | …                         |  |  |                                  |  |  |          |  |
|                                  |                                   | Anna di Eppstein-Königstein |                           |  |  |                                  |  |  |          |  |